# Mark Semënovič Donskoj
Mark Semënovič Donskoj (in russo Марк Семёнович Донско́й?; Odessa, 6 marzo 1901 – Mosca, 21 marzo 1981) è stato un regista sovietico.
Il suo lavoro più famoso (Premio Stalin nel 1941) è la Trilogia di Gorkij, basata sulla vita di Maksim Gor'kij.

## Filmografia parziale
- Čužoj bereg (1930)
- Pesn' o sčast'i, regia assieme a Vladimir Legošin (1934)
- L'infanzia di Gor'kij (1938)
- Fra la gente (1939)
- Le mie università (1940)
- Come fu temprato l'acciaio (Kak zakaljalas' stal') (1942)
- Arcobaleno (1944)
- Nepokorёnnye (1945)
- L'educazione dei sentimenti (Sel'skaja učitel'nica) (1947)
- Alitet uchodit v gory (1949)
- Mat' (1955)
- Foma Gordeev (1959)
- Zdravstvujte, deti! (1962)
- Cuore di madre (1965)
- Vernost' materi (1966)
- Nadežda (1973)
- Suprugi Orlovy (1978)